# Cases dels Cargols
Les Cases dels Cargols són un conjunt arquitectònic situat al xamfrà dels carrers de Tamarit i d'Entença de Barcelona, inclòs a l'Inventari del Patrimoni Arquitectònic de Catalunya i als Petits paisatges de Barcelona. Per a autors com Valentí Pons, es considera del primer modernisme en coincidir amb diversos dels trets característics d'aquest corrent: domini de materials com la pedra, ferro i bronze, la utilització de formes sinuoses i la temàtica vegetal en els seus ornaments de la façana i interiors.

## Descripció
Es tracta de dos edificis d'habitatges que configuren una mateixa unitat arquitectònica. La façana és simètrica i presenta un element, coincidint amb l'eix de simetria, que marca visualment la posició de la mitgera. Aquesta coincideix amb el centre del xamfrà, ja que les dues finques són simètriques. Cada edifici té el seu portal d'accés i la seva caixa d'escala comunitària d'accés als pisos superiors.
La façana disposa d'unes franges horitzontals formades per frisos que integren els permòdols dels balcons, així com d'uns esgrafiats representant personatges de la vida rural i elements vegetals d'estètica modernista. Té una composició força regular i es pot entendre com unitària, encara que hi hagi una divisió en uns mòduls verticals diferenciats per marcar les arestes de gir corresponent al xamfrà. Té vuit eixos verticals d'obertures formats per balconeres. Els balcons del xamfrà estan aparellats i tenen baranes de ferro colat. Els que marquen els dos girs de la façana són balcons profunds que arrodoneixen el frontal per acompanyar el canvi de direcció de la façana. Els dos mòduls verticals s'erigeixen com protagonistes de la composició per la singularitat dels balcons i per que estan rematats per un frontó sobre elevat que serveix de fons per un grup escultòric, de baix relleu que es recolza sobre una llosana a mode de cornisament. El coronament ressalta per la combinació d'una barana perimetral d'obra calada amb elements escultòrics, una cornisa classicista suportada per grans permòdols abarrocats, rítmicament repartits en el fris de sota la cornisa. La coberta és plana amb terrat del qual surt un àtic prudencialment retirat de la façana
Artísticament cal destacar la utilització dels cargols com animals protagonistes de la decoració de les façanes i dels interiors. Apareixen a tot arreu: a les mènsules dels balcons, a la cornisa, a les baranes de forja i a l'interior de la casa. De vegades estan integrats amb les decoracions de la façana, essent del mateix material, i altres són de bronze fixats a l'ornament corresponent. Són especialment ressenyables la qualitat dels esgrafiats, amb motius vegetals i camperols, i els frisos esculpits del coronament.
Els interiors dels vestíbuls conserven tots els elements modernistes com les fusteries vidriades, però és especialment ressenyable el cassetonat del sostre amb pintures policromes de temàtica naturalista amb influències orientals.

## Història
Van ser projectades el 1895 pel mestre d'obres Carles Bosch i Negre per encàrrec de Miquel Ribera i Ros.
L'enigma de la utilització reiterativa de la temàtica dels cargols no té una explicació demostrable. Una llegenda explica que el propietari va trobar un tresor mentre buscava cargols i amb aquests diners va edificar aquesta casa de lloguer que va voler dedicar-la a aquests animals. Certa o no, el capítol de la trobada del tresor s'evidencien de manera figurativa en els dos grups escultòrics dels girs de la façana.

## Galeria

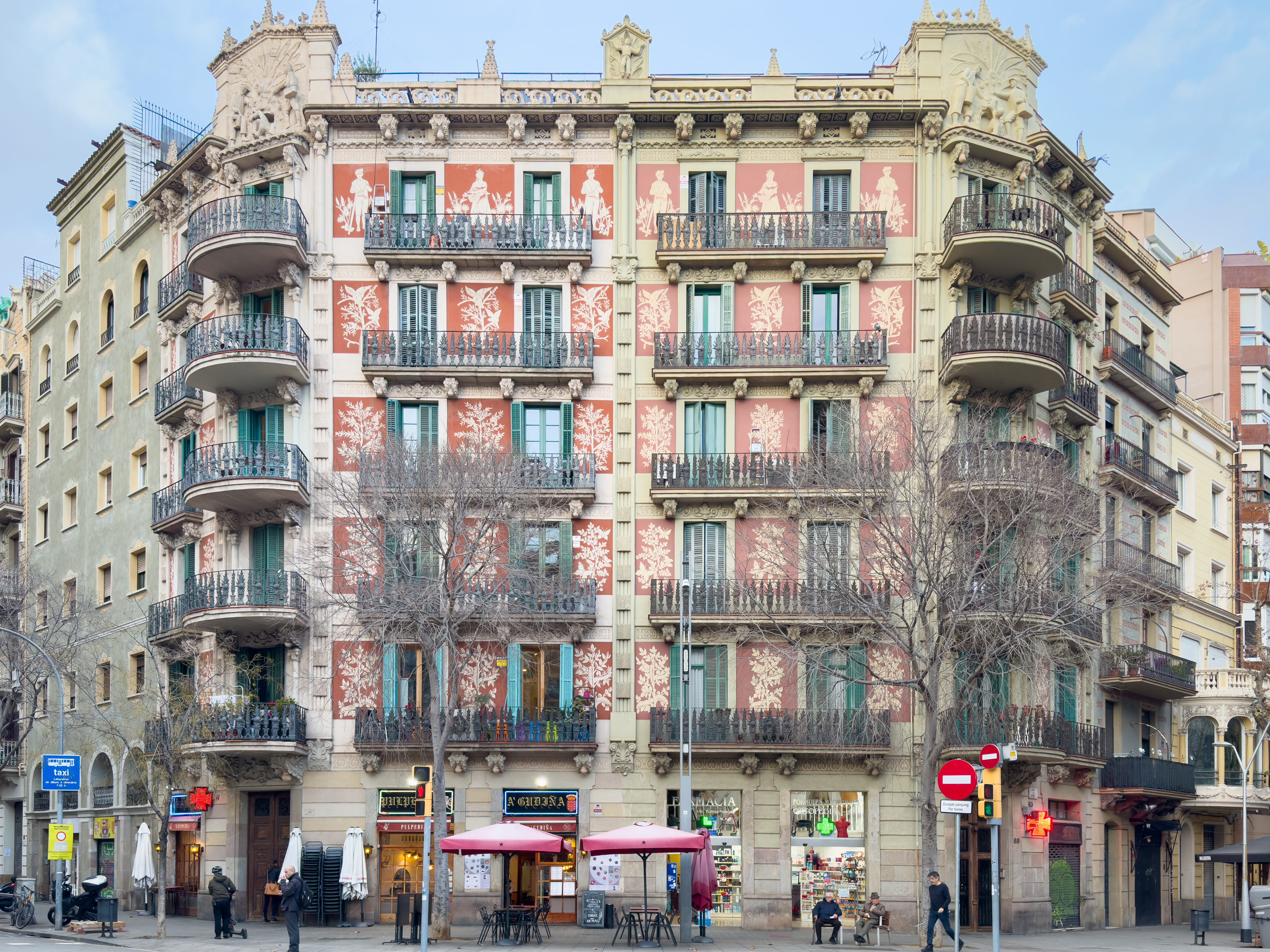
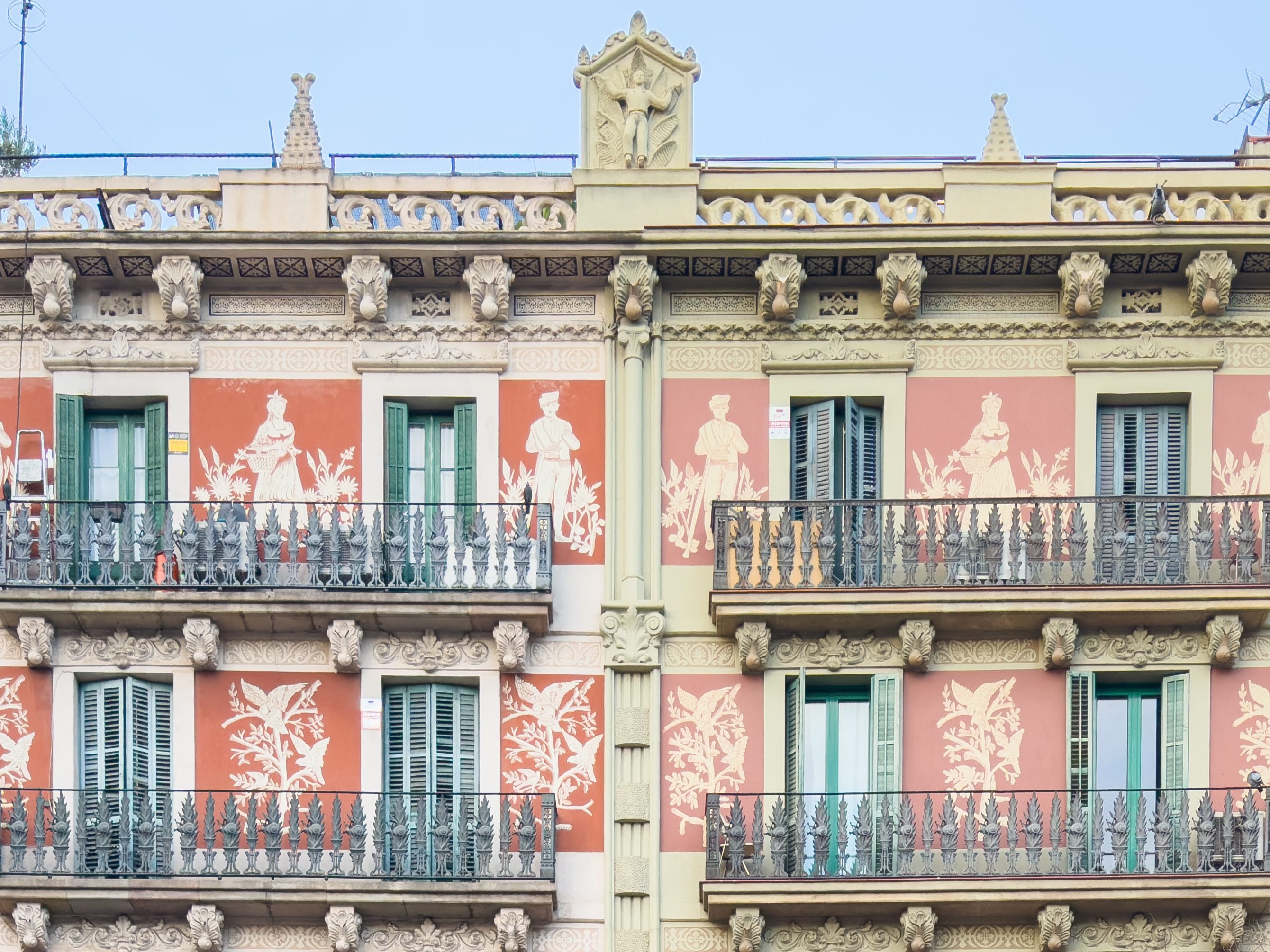
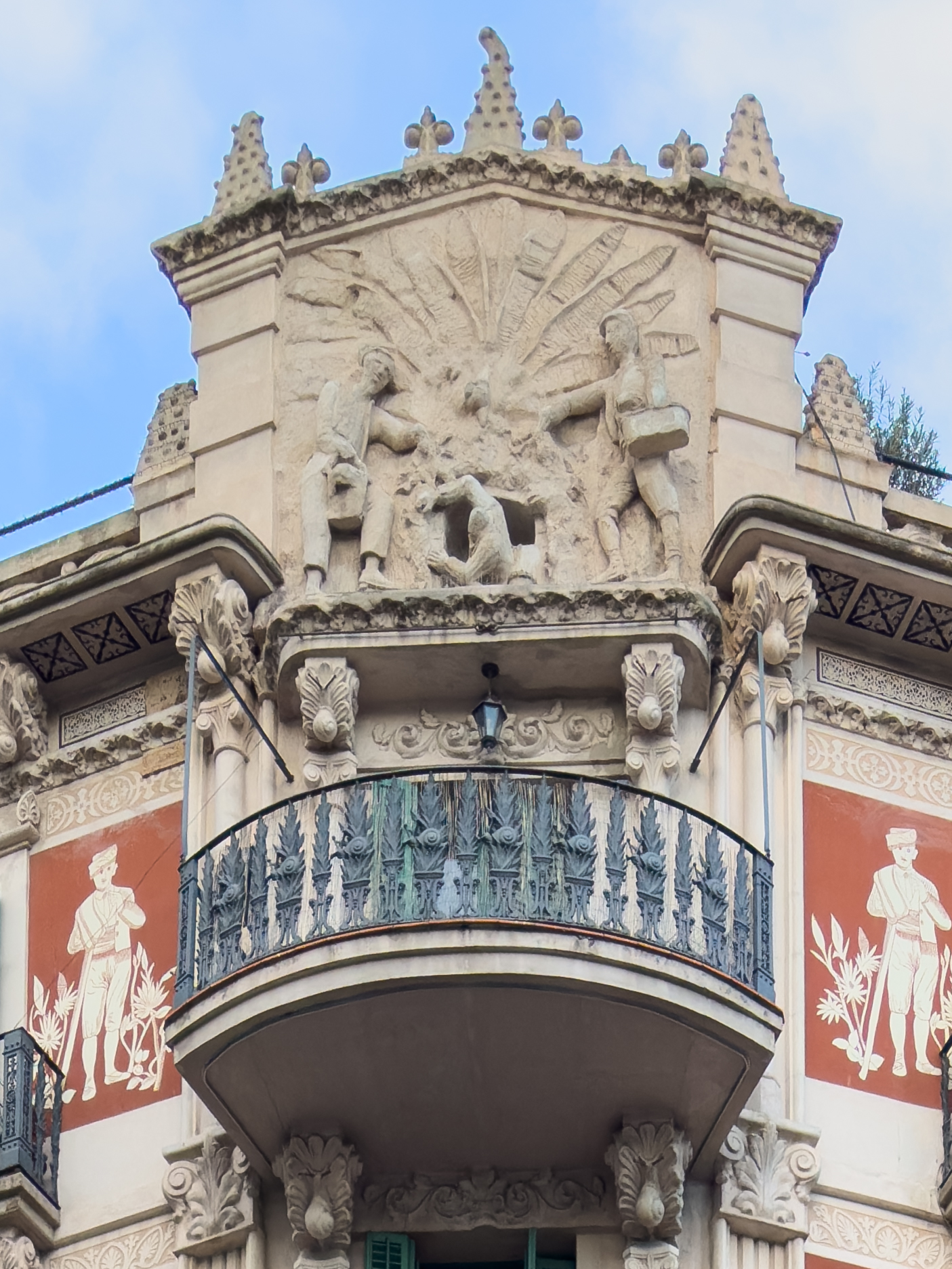